# کروکان (گروه موسیقی)
کروکان (به انگلیسی: Cruachan)، گروه فولک متال ایرلندی اهل دوبلین که از دهه ۱۹۹۰ مشغول به فعالیت بوده‌است. آنها تحت عنوان «بیشترین تلاش برای گسترش» ژانر فولک متال مورد تحسین قرار گرفته‌اند و از بنیانگذاران ژانر فولک متال محسوب می‌شوند. با تمرکز خاص بر موسیقی سلتیک و استفاده از اساطیر سلتیک در اشعار آنها، سبک متال این گروه، سلتیک متال نیز نامیده می‌شود.
نام گروه برگرفته از سایت باستان‌شناسی Rathcroghan در ایرلند که با نام کروکان نیز شناخته می‌شود، می‌باشد.

## تاریخچه شکل‌گیری
کیث فی در سال ۱۹۹۱ یک گروه بلک متال با الهام از تالکین به نام شهر میناس تیریت تشکیل داده بود. تقریباً در همان زمان، او شروع به گوش دادن به موسیقی سنتی بیشتری کرد و اولین آلبوم خود با نام Skyclad The Wayward Sons of Mother Earth تولید کرد. این آلبوم به ظاهر «جاه طلبانه» و «پیشگامانه» که در ابتدا در سال ۱۹۹۰ منتشر شد، آنچنان تأثیری بر فی گذاشت که او تصمیم گرفت بلک متال را با موسیقی محلی ایرلند ادغام کند. در سال ۱۹۹۲، کیث فی، کروکان را با پخش یک دمو که در سال ۱۹۹۳ منتشر شد، تأسیس کرد. همچنین گروه راک ایرلندی Horslips مورد ستایش کیث بوده و آن را «تأثیر بزرگی بر کروکان» می‌داند. همچنین خاطرنشان می‌کند که «کاری که آنها در دهه ۷۰ انجام می‌دادند، معادل کاری است که ما اکنون انجام می‌دهیم.»

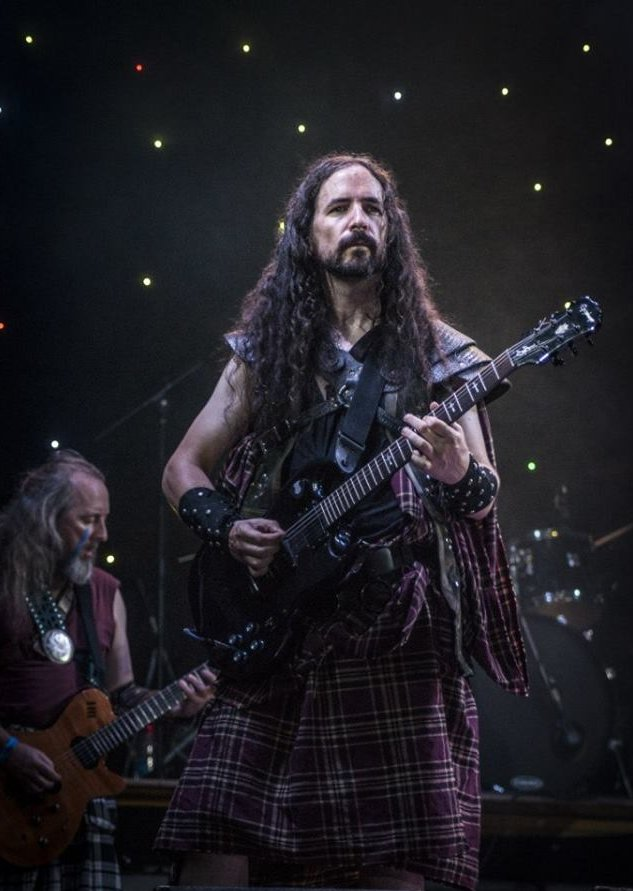
کیت فی، اوکراین ۲۰۱۴

در سال ۱۹۹۵ اولین آلبوم کروکان با عنوان Tuatha na Gael منتشر شد، آلبومی که «از تولید ضعیف رنج می‌برد.» از نقطه قوت این آلبوم، گروه مورد توجه کمپانی Century Media Records قرار گرفت. اما از شرایط و ضوابط قرارداد ضبط پیشنهادی ناامید شدند. آنها از امضای «قرارداد بسیار ضعیف» خودداری کردند که به کمپانی ضبط «حق تغییر هر جنبه ای از موسیقی» را می‌داد. پس از اینکه «مذاکرات طولانی»نتوانست به توافقی با کمپانی منجر شود، گروه در سال ۱۹۹۷ منحل گردید.

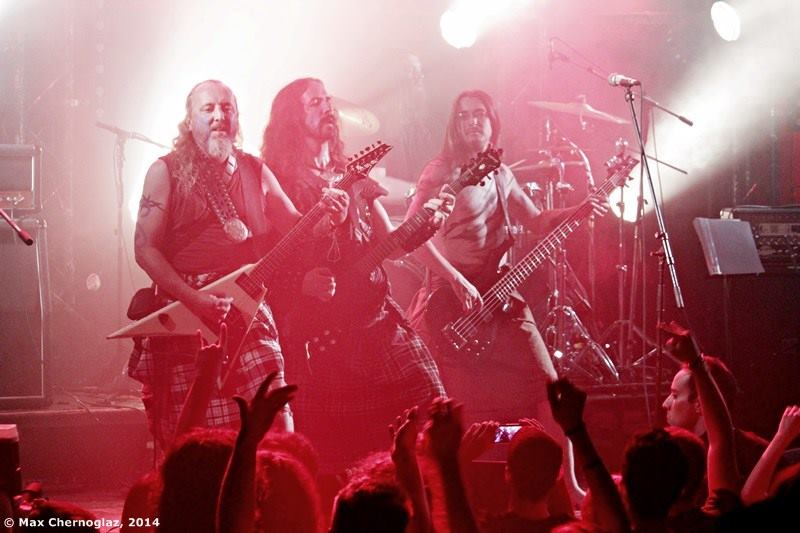
کایران، کیت و اریک، روسیه ۲۰۱۴

کروکان در ژانویه ۱۹۹۹ دوباره شکل گرفت و پس از امضای قرارداد ضبط با کمپانی Hammerheart، آنها دومین آلبومشان با نام The Middle Kingdom را در سال ۲۰۰۰ منتشر کردند. در این زمان، گروه سبک بلک متال را کنار گذاشته بود و سنتی تر شده بود.
آنها همچنین فهرستی را با دعوت از کارن گیلیگان، خواننده مهمان برای عضویت کامل در گروه گسترش دادند. آلبوم بعدی آنها Folk-Lore توسط شین مک گوان از گروه The Pogues تولید شد.
شین مک گوان همچنین در دو نسخه از آهنگ‌های سنتی ایرلندی، "Spancill Hill" و "Ride On" آواز خواند. دومی به عنوان تک آهنگ منتشر شد و گروه با ورود به جداول ایرلندی، موفقیت تجاری کمی را تجربه کرد.

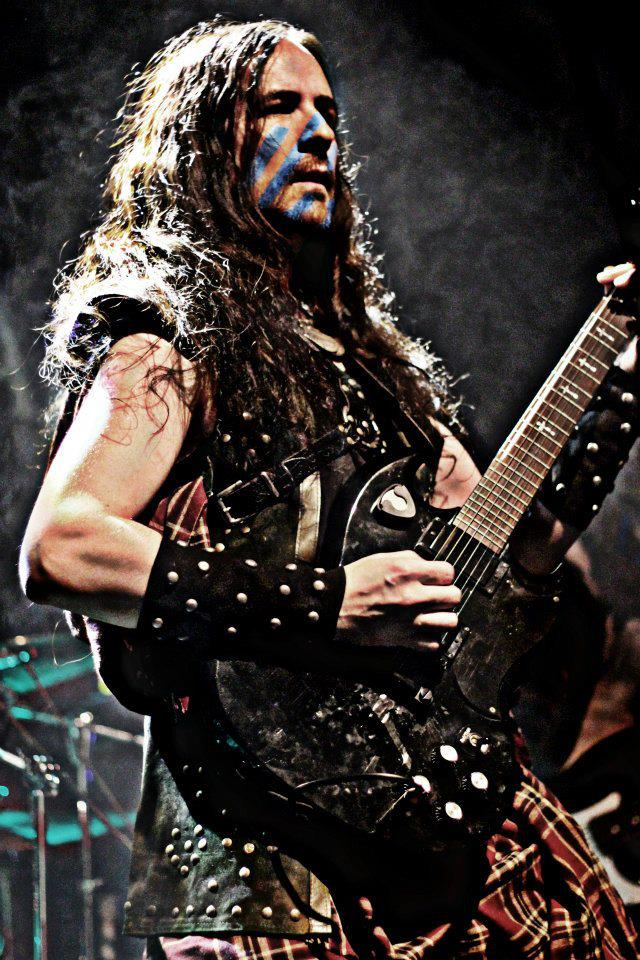
کیت فی، دوبلین، ایرلند ۲۰۱۲

گروه چهارمین آلبوم استودیویی خود را با نام Pagan در سال ۲۰۰۴ منقش به اثر هنری از جان هاو بر روی جلد منتشر کرد. تولید این آلبوم متعاقباً توسط کیث فی، رهبر گروه به عنوان «فاجعه» مورد انتقاد قرار گرفت. در سال ۲۰۰۵، گروه قرارداد خود را با کمپانی Karmageddon Media «با شرایط خوب» به اتمام رساند.
برای تولید پنجمین آلبوم، گروه به همان استودیو سان- که سه آلبوم آغازین خود را در آنجا ضبط کرده بود، بازگشت. نتیجه آن آلبومی با عنوان The Morrigan's Call بود، تلاشی که کیث فی آن را «بهترین اثر تا به امروز، از هر نظر» توصیف کرد. این آلبوم در نوامبر ۲۰۰۶ توسط AFM Records منتشر گردید. جو فرل درامر گروه مدت کوتاهی پس از آن به علت «دلایل شخصی» گروه را ترک کرد و کالین پرسل جایگزین او شد.
در دسامبر ۲۰۰۸، زمانی که خواننده کارن گیلیگان «به دلایل مختلف» گروه را تحت شرایط سازگاری ترک کرد، تغییر دیگری در ترکیب ایجاد شد. کیث فی اعلام کرد که «وظایف تمام وقت خوانندگی را بر عهده خواهد گرفت، در حالی که جان رایان و جان او فتی نقش‌های آوازخوان پشتیبان را بر عهده خواهند گرفت.»
دمویی در سال ۲۰۱۰ ضبط شد که بازگشت گروه را به سبکی بسیار سخت‌تر تحت تأثیر بلک متال قرار می‌داد. این دمو فقط برای شرکت‌های ضبط خاص ارسال شد. آلبوم Blood on the Black Robe، اولین آلبوم از سه‌گانه "Trilogy of Blood" در سال ۲۰۱۱ منتشر گردید.
در صبح روز ۲۰ فوریه ۲۰۱۱، کیث فی پس از خروج از یک کلوپ شبانه در دوبلین مورد حمله وحشیانه حدود ۱۵ مرد قرار گرفت. فی با دنده شکسته، ضربه چاقو و کبودی شدید از این حمله جان سالم به در برد.
در سال ۲۰۱۴، کروکان Candlelight Records را ترک کرد و با شرکت ضبط موسیقی Trollzorn Records قرارداد بست. این سال همچنین شلوغ‌ترین سال فعالیت گروه با کنسرت‌های بسیار پرمخاطب از جمله تور روسیه در ماه مارس و نمایش‌های سرفصل در آلمان، ایرلند، اوکراین و اسرائیل و همچنین حضور در جشنواره Ostrov (روسیه)، جشنواره بندرشتات (اوکراین)، HoernerFest (آلمان)، Brutal Assault (جمهوری چک)، Rock for Roots (آلمان)، جشن هالووین (ایتالیا) و Eindhoven Metal Meeting (هلند) بود. در بین این برنامه‌ها، آنها همزمان در حال ضبط آلبوم بعدی‌شان بودند. این آلبوم با عنوان Blood for the Blood God در ۵ دسامبر ۲۰۱۴ منتشر شد.
جان فی در ۲۴ ژوئن ۲۰۱۶ خروج خود را از کروکان اعلام کرد. این دومین جدایی او از گروه است، او پس از آلبوم فولکلور، کروکان را ترک کرد و در آلبوم‌های Pagan و The Morrigan's Call به عنوان نوازنده مهمان حضور داشت.
در ۲۷ آوریل ۲۰۱۸، هشتمین آلبوم استودیویی خود را با عنوان نه سال خون منتشر شد، یک آلبوم مفهومی در مورد جنگ نه ساله. این سومین و آخرین آلبوم از به اصطلاح «سه‌گانه خون» بود و آخرین آلبومی است که در آن اریک فلچر نوازنده بیس حضور داشت که در سپتامبر ۲۰۱۸ گروه را ترک کرد. رستم شاکرزیانوف جایگزین او شد.
سال ۲۰۲۰ شاهد تغییرات قابل توجهی در ترکیب گروه بود. در ۱۴ ژانویه، کروکان اعلام کرد که رستم نوازنده بیس گروه را به دنبال اجرای آنها در ۷۰۰۰۰ تن متال در اوایل همان ماه ترک کرده‌است. در ۱۰ فوریه ۲۰۲۰، گروه اعلام کرد که جو فرل درامر سابق به عنوان جایگزین رستم دوباره به گروه ملحق خواهد شد.
در ۸ ژوئیه، گروه اعلام کرد که مائورو فریسون، درامر گروه را ترک می‌کند، اما نه قبل از اینکه او با درامز در تک آهنگ آینده گروه با عنوان "The Hawthorn" مشارکت کند. در پایان همان ماه در ۲۸ ژوئیه اعلام شد که جان رایان، نوازنده کمانچه و گیتاریست کایران بال، هر دو گروه را ترک خواهند کرد. در این دوره، کیث فی، تام وودلاک را در درامز، آدری ترینر را در ویولن و دیو کویین را در گیتار به کار گرفت.
در اوایل سال ۲۰۲۰، کوراچن ترولزورن رکوردز را ترک کرد و قرارداد چند آلبوم را با Despotz Records - بزرگ‌ترین لیبل راک سوئد - امضا کرد. تک آهنگ «زالزالک» در سال ۲۰۲۰ منتشر شد و نهمین آلبوم استودیویی برای انتشار اواخر سال ۲۰۲۲ برنامه‌ریزی شده بود.
در اولین روز اکتبر ۲۰۲۲، کروکان اعلام کرد که آهنگی را برای شرکت در مسابقه آواز یوروویژن ۲۰۲۳ برای جمهوری ایرلند ارسال کرده‌است. در ۱۷ ژانویه ۲۰۲۳، گروه اعلام کرد که نهمین آلبوم استودیویی آنها، The Living and the Dead، در ۲۴ مارس ۲۰۲۳ منتشر خواهد شد.

## اعضا
- کیث فی – آواز، گیتار، کیبورد، بودران، ماندولین، سازهای کوبه ای، بوزوکی (۱۹۹۲–اکنون)
- جو فرل – گیتار بیس (۲۰۲۰–اکنون)؛ درامز (۱۹۹۹–۲۰۰۷)
- آدری ترینر – ویولن (۲۰۲۰–تاکنون)
- دیوید کوین – گیتار (۲۰۲۰–اکنون)
- تام وودلاک – درامز (۲۰۲۰–اکنون)

## ترانه‌شناسی

### آلبوم‌های استودیویی
- تواتا نا گائل (۱۹۹۵)
- پادشاهی میانه (۲۰۰۰)
- فولکلور (۲۰۰۲)
- پاگان (۲۰۰۴)
- تماس موریگان (۲۰۰۶)
- خون روی ردای سیاه (۲۰۱۱)
- خون برای خدای خون (۲۰۱۴)
- نه سال خونین (۲۰۱۸)
- زنده و مرده (۲۰۲۳)

### تک آهنگ‌ها
- «سوار شدن» (۲۰۰۱)
- «زالزالک» (۲۰۲۰)

### دموها
- سلتیکا (۱۹۹۴)
- پروموی سال۹7 (1997)
- بی عنوان (۲۰۱۰)